# Nina Abt-Nejfert
Nina Fierdinandowna Abt-Nejfert (ur. 1945, zm. 2018) – śpiewaczka (sopran), Zasłużona Artystka RFSRR (1986). 
Ukończyła Konserwatorium Swierdłowskie w 1969 i od tego roku pracowała w Czeboksarskim Teatrze Muzycznym, a od 1973 w Czelabińskim Teatrze Opery i Baletu, zaś od 1977 w Krasnojarskim Teatrze Opery i Baletu. Od 1981 była główną solistką Permskiego Teatru Opery i Baletu. Występowała na koncertach z repertuarem kameralnym .